# Adhemarius globifer
Adhemarius globifer là một loài bướm đêm thuộc họ Sphingidae. Nó được miêu tả bởi Dyar và 1912, và is found from México to miền nam Arizona.
Con trưởng thành có thể bay quanh năm.